# Уразово (Тверская область)
Уразово — деревня в Конаковском районе Тверской области. Входит в состав Ручьёвского сельского поселения.

## География
Находится в юго-восточной части Тверской области на расстоянии приблизительно 18 км на восток-юго-восток по прямой от районного центра города Конаково.

## История
Известна с 1628 года. В 1859 году здесь (деревня Корчевского уезда Тверской губернии) было учтено 36 дворов, в 1900 — 36. В период коллективизации здесь был создан колхоз имени Баумана.

## Население
Численность населения: 219 человек (1859 год), 263 (1900), 12 (русские 100 %) в 2002 году, 8 в 2010.